# Syntaksfejl
Syntaksfejl (engelsk: Syntax error: ) er, inden for datalogi, en fejlmeddelelse der vises når et program ikke er skrevet i overensstemmelse med de syntaktiske regler for et programmeringssprog. Disse fejl skyldes ofte stave- eller slåfejl og er sjældent resultatet af en logisk fejl. Hvis en syntaksfejl meddelelse vises under oversættelsen af et program, skal kildekoden rettes inden oversættelsen kan fuldendes.

## Eksempel
I Java er nedenstående en syntaktisk korrekt sætning:
System.out.println("Hello World");

mens nedenstående ikke er :
System.out.println(Hello World);
Det andet eksempel ville teoretisk udskrive variablen Hello World i stedet for ordene Hello World. Men en variabel i Java kan ikke indeholde mellemrum, den syntaktisk korrekte sætning ville være:
System.out.println(Hello_World)

## Trivia
Udtrykket blev benyttet som fejlmeddelelse i programmeringssproget BASIC. Eftersom BASIC fungerede som operativsystem på Commodore 64, lærte millioner af ikke-programmører udtrykket at kende i 1980'erne.